# 9 مايو
- السبت
- الأحد
- الاثنين
- الثلاثاء
- الأربعاء
- الخميس
- الجمعة

- 2628 شوال 1446  هـ
- 2729 شوال 1446  هـ
- 2830 شوال 1446  هـ
- 291 ذو القعدة 1446  هـ
- 302 ذو القعدة 1446  هـ
- 13 ذو القعدة 1446  هـ
- 24 ذو القعدة 1446  هـ
- 35 ذو القعدة 1446  هـ
- 46 ذو القعدة 1446  هـ
- 57 ذو القعدة 1446  هـ
- 68 ذو القعدة 1446  هـ
- 79 ذو القعدة 1446  هـ
- 810 ذو القعدة 1446  هـ
- 911 ذو القعدة 1446  هـ
- 1012 ذو القعدة 1446  هـ
- 1113 ذو القعدة 1446  هـ
- 1214 ذو القعدة 1446  هـ
- 1315 ذو القعدة 1446  هـ
- 1416 ذو القعدة 1446  هـ
- 1517 ذو القعدة 1446  هـ
- 1618 ذو القعدة 1446  هـ
- 1719 ذو القعدة 1446  هـ
- 1820 ذو القعدة 1446  هـ
- 1921 ذو القعدة 1446  هـ
- 2022 ذو القعدة 1446  هـ
- 2123 ذو القعدة 1446  هـ
- 2224 ذو القعدة 1446  هـ
- 2325 ذو القعدة 1446  هـ
- 2426 ذو القعدة 1446  هـ
- 2527 ذو القعدة 1446  هـ
- 2628 ذو القعدة 1446  هـ
- 2729 ذو القعدة 1446  هـ
- 281 ذو الحجة 1446  هـ
- 292 ذو الحجة 1446  هـ
- 303 ذو الحجة 1446  هـ
- 314 ذو الحجة 1446  هـ
- 15 ذو الحجة 1446  هـ
- 26 ذو الحجة 1446  هـ
- 37 ذو الحجة 1446  هـ
- 48 ذو الحجة 1446  هـ
- 59 ذو الحجة 1446  هـ
- 610 ذو الحجة 1446  هـ

9 مايو أو 9 أيَّار أو 9 مايس أو 9 نوَّار أو يوم 9 \ 5 (اليوم التاسع من الشهر الخامس) هو اليوم التاسع والعشرون بعد المئة (129) من السنوات البسيطة، أو اليوم الثلاثون بعد المئة (130) من السنوات الكبيسة وفقًا للتقويم الميلادي الغربي (الغريغوري). يبقى بعده 236 يوما لانتهاء السنة.

## أحداث
- 1876 - افتتاح حديقة أوينو في طوكيو، وهي تعتبر أول حديقة عامة في اليابان.
- 1927 - نقل عاصمة أستراليا إلى مدينة كانبرا بدلًا من ملبورن.
- 1941 - الغواصة الألمانية «U-110» تقع بيد القوات البريطانية، وأدى ذلك لحصول الإنجليز على جهاز الشفرة الألماني مما مكن الحلفاء من فك الشفرة الألمانية.
- 1945 -
  - انتصار الاتحاد السوفيتي على ألمانيا النازية.
  - جلاء ألمانيا عن تشيكوسلوفاكيا وإعلان الجمهورية فيها.
  - الإعلان عن استقلال إيطاليا بعد الحرب العالمية الثانية.
- 1946 - الملك فيكتور عمانويل الثالث يتنازل عن عرش إيطاليا لإبنه أومبرتو الثاني.
- 1947 - الإعلان عن استقلال رومانيا.
- 1955 - ألمانيا الغربية تنضم إلى حلف شمال الأطلسي / الناتو.
- 1974 - زلزال في شبه جزيرة إزو اليابانية يودي بحياة 30 شخصًا.
- 1978 - منظمة الألوية الحمراء تعدم رئيس وزراء إيطاليا الأسبق ألدو مورو المحتجز لديها منذ أن خطفته في 16 مارس.
- 1994 - الزعيم الأفريقي نيلسون مانديلا يصبح أول رئيس أفريقي لجمهورية جنوب أفريقيا.
- 2004 - الرئيس الشيشاني الموالي لروسيا أحمد قديروف يلقى حتفه إثر انفجار في ملعب لكرة القدم.
- 2009 - جاكوب زوما يؤدي اليمين الدستورية رئيسًا لجمهورية جنوب أفريقيا.
- 2015 -
  - محكمة مصرية تصدر حكم بالسجن المشدد 3 سنوات ضد الرئيس المصري المخلوع حسني مبارك ونجليه في قضية قصور الرئاسة.
  - مُنظمة الصحة العالميَّة تُعلن أنَّ ليبيريا قد أصبحت خالية تمامًا من فيروس الإيبولا.
- 2016 - فيرنر فايمان يستقيل من منصب مستشار النمسا وزعيم الحزب الاشتراكي الديمقراطي.
- 2018 - وفاة أكثر من 45 شخص وإصابة المئات بسبب فيضان ضرب مقاطعة ناكورو في كينيا.

## مواليد
- 1147 - ميناموتو نو يوريتومو، قائد ياباني.
- 1882 - محمد رفعت، قارئ مصري.
- 1907 - بالدور فون شيراخ، رئيس منظمة شباب هتلر.
- 1927 - مانفرد أيغن، عالم كيمياء ألماني حاصل على جائزة نوبل في الكيمياء عام 1967.
- 1930 - خليفة التليسي، أديب وشاعر ليبي.
- 1933 - جمال ميرصادقي، روائي وكاتب قصصي إيراني.
- 1935 - روجر هارجريفز مؤلف ورسام إنجليزي.
- 1938 - تشارلز سيميك، شاعر أمريكي.
- 1940 - جيمس بروكس، مخرج أمريكي.
- 1945 -
  - جمال الغيطاني، روائي مصري.
  - محمد الطويان، ممثل سعودي.
- 1946 -
  - كانديس بيرغن، ممثلة سويدية.
  - يوكيا أمانو، دبلوماسي ياباني ومدير الوكالة الدولية للطاقة الذرية.
- 1952 - زدينيك نيهودا، لاعب كرة قدم تشيكوسلوفاكي.
- 1955 - سميرة بارودي، ممثلة لبنانية.
- 1960 - نجاة أعتابو، مغنية وملحنة وشاعرة مغربية.
- 1978 -
  - ماسيمو باتشي، لاعب كرة قدم إيطالي.
  - أحمد هارون، ممثل مصري.
- 1979 - روزاريو دوسن، ممثلة أمريكية.
- 1981 - محمد ممدوح، ممثل مصري.
- 1982 - حسام أبو صالح، لاعب كرة قدم فلسطيني.
- 1983 -
  - لياندرو رينودو، لاعب كرة قدم إيطالي.
  - جيلس مولر، لاعب كرة مضرب لوكسمبورغي.
- 1985 - أودرينا باتريدج، ممثلة أمريكية.
- 1988 - فيليكس باستيانز، لاعب كرة قدم ألماني.
- 1990 - دييغو مارينيو، لاعب كرة قدم إسباني.
- 1991 - غينكي هاراغوتشي، لاعب كرة قدم ياباني.
- 1996 - كاميرون براناجان، لاعب كرة قدم إنجليزي.

## وفيات
- 1791 - عبد الوهاب بن محمد الفيروز، فقيه حنبلي وكاتب ديني سعودي.
- 1805 - فريدرخ شيلر، شاعر ألماني.
- 1810 - بنيامين لينكون، ضابط أمريكي في حرب الاستقلال.
- 1850 - لويس جوزيف غي ـ لوساك، عالم فيزياء وكيمياء فرنسي.
- 1931 - ألبرت ميكلسون، عالم فيزياء أمريكي حاصل على جائزة نوبل في الفيزياء عام 1907.
- 1950 - محمد رفعت، قارئ مصري.
- 1951 - رشيد ياسمي، أديب إيراني.
- 1978 - ألدو مورو، رئيس وزراء إيطاليا.
- 1996 - توفيق سليمان عساف، سياسي ورجل أعمال لبناني.
- 1997 - راوية عطية، سياسية مصرية.
- 2004 - أحمد قديروف، رئيس جمهورية الشيشان الأول.
- 2005 - معروف رفيق محمود، شاعر فلسطيني.
- 2010 - لينا هورن، ممثلة ومغنية أمريكية.
- 2018 - خديجة الحديثي، عالمة لغة عربية عراقية.
- 2020 -
  - بديعة بنت علي بن الحسين، أميرة عراقية.
  - أحمد الكرد، فاعل خير وإمام وسياسي فلسطيني.
- 2024 - إبراهيم بابانجيدا، لاعب كرة قدم نيجيري.

## أعياد ومناسبات
- يوم أوروبا في الاتحاد الأوروبي.
- عيد الاستقلال في رومانيا.
- يوم التحرر في روسيا وأوكرانيا.

## وصلات خارجية
- وكالة الأنباء القطريَّة: حدث في مثل هذا اليوم.
- النيويورك تايمز: حدث في مثل هذا اليوم.
- BBC: حدث في مثل هذا اليوم.